# Dumortiera
Dumortiera là một chi rêu trong họ Marchantiaceae.